# モーツァルトと皇帝たち
『モーツァルトと皇帝たち』（モーツァルトとこうていたち）は、藍崎万里子の書いた長編小説。「アマプレベス」シリーズの第三部。

## あらすじ
モーツァルトは、ウィーンの音楽界でヨーゼフII世に取り立てられて、宮廷作曲家になっていた。しかし、間もなくヨーゼフII世が逝去すると、その弟のレオポルトII世の御世になる。それで、モーツァルトはレオポルトII世に近づき、音楽界をわたっていこうとする。すると、レオポルトII世はモーツァルトに自分が脚本を書いたオペラを作曲するように要請する。しかし。それを上手く躱しながら内密に、モーツァルトはギーゼッケとボルンとともに、フリーメーソンオペラを書き始める。しかもそのオペラはフリーメーソンリーの教義を多く含んだ内容で、なかなか人目のつくところで書けないので、郊外の劇場をやっているシカネーダーの小屋で書くことになる。しかし、そのときモーツァルトはレオポルトII世との子供を身籠もっていた。シカネーダーに女性であることがばれたうえに、出産の世話までさせることになるが、そのときに偽装結婚していたコンスタンツェが奇しくも同じように妊娠していたのを連れてきて、二人で出産する。しかし、コンスタンツェの方は死産になり、モーツァルトの産んだ子供を二人の二人目の子供として育てることになる。モーツァルトは、以前からレオポルトII世にお伺いを立てていた新しい結社を立てることも考えていたが、あるときフリーメーソンの仲間に降霊術でノストラダムスの予言のことを調べているところに連れられていき、そこで人類を滅ぼすのがキリスト本人であると予感する。それで、後日の降霊術でキリスト本人を呼び出したところ、偽のキリストの霊が降りてきて、フリーメーソンは反キリストでありやめるべきで、もしそれに従わないなら自分が神になれと、モーツァルトに宣言する。その時までに出来上がっていたフリーメーソンオペラは、何度かシカネーダー劇場で上演され、それをレオポルトII世もわざわざ見に行く。降霊術の話が耳に入ったのか、そのあと、モーツァルトを生け贄的に神するためにか、イルミナティの結社員がモーツァルトを監禁する。そのときの牢屋の夢現の妄想に、若き日の恋人が姿を現す。しかし、それは現実か妄想かわからぬうちに、仲間がきて解放される。しかし、その前後、モーツァルトはいつの間にか毒を盛られ、身体が腫れて熱が出るという奇妙な症状に苛まれる。また、レクイエムの作曲も依頼され、闘病しながら作曲するが、思うように書けず、出来たところまでを弟子たちに合唱してもらう。しかし、病態が急変して、モーツァルトは死の床に就く。その中で、モーツァルトは絶対的な力が世界を支配しているのだと、降霊術のキリストを畏れるが、それを何かよくわからない精霊が救う。そして、モーツァルトは義人たちの国に旅立つ。

## 登場人物
モーツァルト
主人公。ヴォルフガング・アマデウス・モーツァルト。歴史の定説と異なり、本作では女性である。
コンスタンツェ
モーツァルトの妻。偽装結婚している。
ジェスマイヤー
モーツァルトの弟子。
レオポルトII世
神聖ローマ帝国の皇帝。
シカネーダー
興行師。フライハウス劇場の座長。
ボルン
革命家で錬金術の専門家。モーツァルト、ギーゼッケとともにオペラ『魔笛』の作曲に携わる。
ギーゼッケ
若いフリーメーソン。『魔笛』の台本を書いた。
スヴィーテン男爵
音楽愛好家で、慈善団体の結社イルミナティの会員。
ホーフメーデル
モーツァルトのピアノの弟子の夫。
リヒノフスキー侯爵
音楽愛好家でモーツァルトのパトロン

## 書誌情報
- 藍崎万里子『モーツァルトと皇帝たち アマプレベスIII』文藝同人無刀会、2021年10月、ISBN 9798752733154